# Großer Preis von Deutschland 2009
Der Große Preis von Deutschland 2009 (offiziell Formula 1 Grosser Preis Santander von Deutschland 2009) fand am 12. Juli auf dem Nürburgring in Nürburg statt und war das neunte Rennen der Formel-1-Weltmeisterschaft 2009.

## Berichte

### Hintergrund
Nach dem Großen Preis von Großbritannien führte Jenson Button in der Fahrerwertung mit 23 Punkten vor Rubens Barrichello und 25 Punkten vor Sebastian Vettel. In der Konstrukteurswertung führte Brawn-Mercedes mit 30,5 Punkten vor Red Bull-Renault und mit 70,5 Punkten vor Toyota.
Es war das erste als Großer Preis von Deutschland ausgetragene Formel-1-Rennen auf dem Nürburgring seit 1985.
McLaren-Mercedes setzte wieder KERS ein.
Mit Barrichello, Fernando Alonso und Lewis Hamilton (jeweils einmal) traten drei ehemalige Sieger zu diesem Grand Prix an.

### Training
Im ersten freien Training setzte sich Mark Webber an die Spitze des Feldes. Auf Platz zwei und drei folgten Button und Felipe Massa im Ferrari.
Im zweiten Freitagstraining erzielte der amtierende Weltmeister Hamilton die schnellste Runde vor Vettel und Button.
Hamilton fuhr auch im dritten freien Training die Bestzeit. Diesmal lagen Alonso und Massa auf Platz zwei und drei.

### Qualifying
Das Qualifying bestand aus drei Teilen mit einer Nettolaufzeit von 45 Minuten. Im ersten Qualifying-Segment (Q1) hatten die Fahrer 18 Minuten Zeit, um sich für das Rennen zu qualifizieren. Alle Fahrer, die im ersten Abschnitt eine Zeit erzielten, die maximal 107 Prozent der schnellsten Rundenzeit betrug, qualifizierten sich für den Grand Prix. Die besten 15 Fahrer erreichten den nächsten Teil. Webber war Schnellster. Die beiden Toro-Rosso-Piloten, Timo Glock, Giancarlo Fisichella und Robert Kubica schieden aus.
Der zweite Abschnitt (Q2) dauerte 15 Minuten. Die schnellsten zehn Piloten qualifizierten sich für den dritten Teil des Qualifyings. In der kurzen Pause zwischen dem ersten und zweiten Segment gab es einen Regenschauer, der den zweiten Abschnitt zu einer Art „Glücksspiel“ werden ließ. Auf der abtrocknenden Strecke fuhr Barrichello mit Trockenreifen die schnellste Runde. Beide Williams-Piloten, Jarno Trulli, Alonso und Nick Heidfeld schieden aus. Wegen der unterschiedlichen Streckenbedingungen hatte Barrichello über acht Sekunden Vorsprung auf Nico Rosberg, der den letzten Platz belegte. Außerdem nutzten einige Piloten die Chance die ihnen das Wetter bot: Nelson Piquet jr. schaffte im Gegensatz zu seinem Teamkollegen Alonso als Zweiter den Sprung unter die besten zehn und Adrian Sutil erreichte mit seinem Force India erstmals den letzten Qualifikationsabschnitt.
Der letzte Abschnitt (Q3) ging über eine Zeit von zwölf Minuten, in denen die ersten zehn Startpositionen vergeben wurden. Webber fuhr mit einer Zeit von 1:32,230 Minuten die Bestzeit und sicherte sich seine erste Pole-Position vor den beiden Brawn von Barrichello und Button.

### Rennen
Obwohl der Wetterbericht Regen angekündigt hatte, begann das Rennen unter trockenen Bedingungen. Barrichello gewann den Start und übernahm die Führung von Webber. Sehr gut starteten die KERS-Autos: Hamilton versuchte von Platz fünf startend die Führung zu übernehmen, doch es kam offenbar zu einer Berührung mit Webber bei der sich der Brite den Hinterreifen aufschnitt. Massa, der wie Hamilton über KERS verfügte, arbeitete sich auf den vierten Platz hinter Barrichello, Webber und Heikki Kovalainen vor, aber wurde bereits in der zweiten Runde von Button zurück überholt. Anschließend versuchte Button auch an Kovalainen vorbeizuziehen, doch da der McLaren-Mercedes über KERS verfügte, hatte der WM-Führende keine Chance gegen Kovalainen. Währenddessen setzten sich Barrichello und Webber sukzessive vom Rest des Feldes ab. Da Webber mehr Benzin im Tank hatte und dem Brasilianer folgen konnte, lief es zunächst optimal für den Australier.

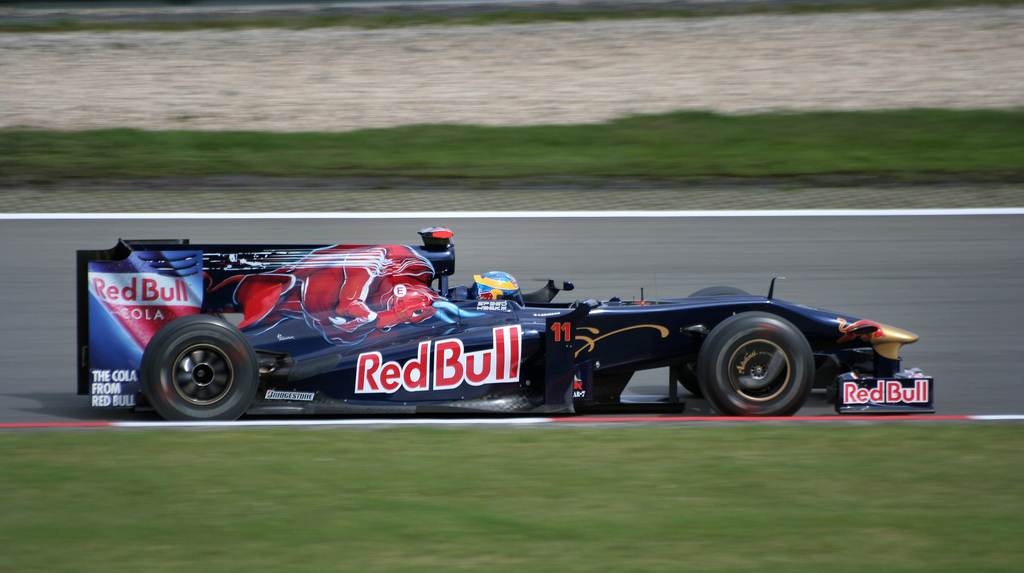
Sébastien Bourdais absolvierte sein letztes Saisonrennen auf dem Nürburgring

In der zehnten Runde wurde bekannt gegeben, dass die Rennleitung einen Vorfall zwischen Barrichello und Webber untersuchte. Webber hatte Barrichello beim Start berührt und wurde deshalb von der Rennleitung zu einer Durchfahrtsstrafe verurteilt. In der 14. Runde kamen Barrichello und Webber schließlich zeitgleich in die Boxengasse. Barrichello musste einen Stopp absolvieren und Webber seine Durchfahrtsstrafe absolvieren. Da die beiden einen großen Vorsprung auf den Rest des Feldes hatten, übernahm Webber die Führung. Barrichello kam hinter Kovalainen und Massa zurück auf die Strecke. In der 19. Runde musste Webber seinen ersten regulären Boxenstopp absolvieren und seine Führung abgeben. Da in der Zwischenzeit auch Kovalainen an der Box gewesen war, übernahm Massa die Führung des Rennens. Hinter Massa lag Barrichello, der im Fernduell gegen Webber Zeit verlor, da der Australier freie Fahrt hatte.
In der 24. Runde musste Sébastien Bourdais sein Rennen mit einem Hydraulikschaden beenden. Es war das letzte Saisonrennen für Bourdais, der nach diesem Rennen durch Jaime Alguersuari ersetzt wurde. Eine Runde später absolvierte Massa seinen Boxenstopp und Barrichello übernahm erneut die Führung des Rennens.

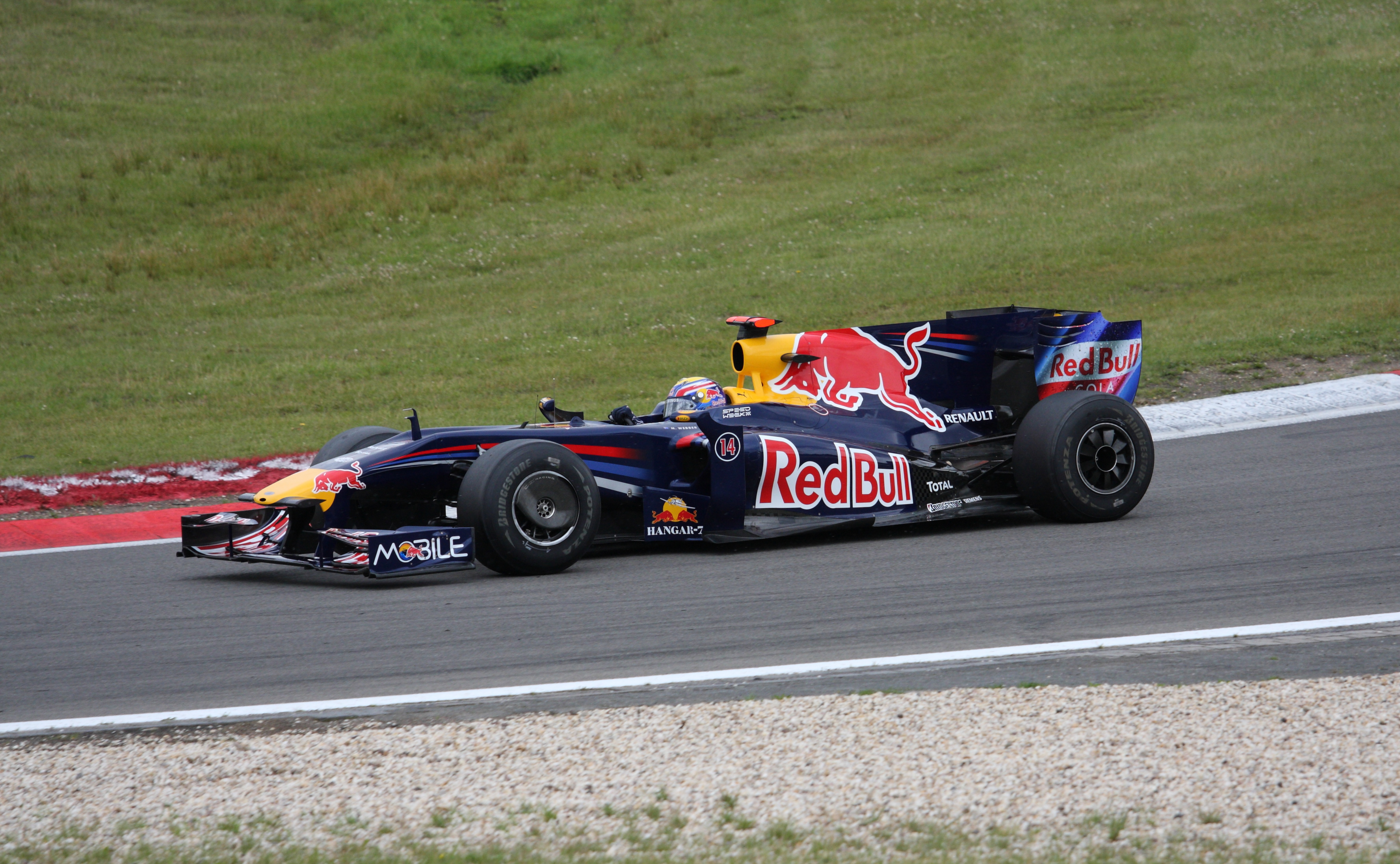
Mark Webber gewann das Rennen trotz einer Durchfahrtsstrafe

Nachdem Sutil an der Box gewesen war, kam er hinter Massa, aber vor Kimi Räikkönen zurück auf die Strecke. Doch die Freude über den Positionsgewinn währte nicht lange, denn er berührte Räikkönen und beschädigte sich den Frontflügel. Wenig später musste er einen Reparaturstopp absolvieren und seinen Chancen auf Punkte sanken deutlich. An der Spitze holte Webber auf Barrichello auf und verkürzte seinen Rückstand auf wenige Sekunden. Barrichello musste auch diesmal vor Webber an die Box und seine Siegchancen wurden durch ein Tankproblem noch weiter verringert. An der Spitze gab es eine Doppelführung der Red Bull-Renault.

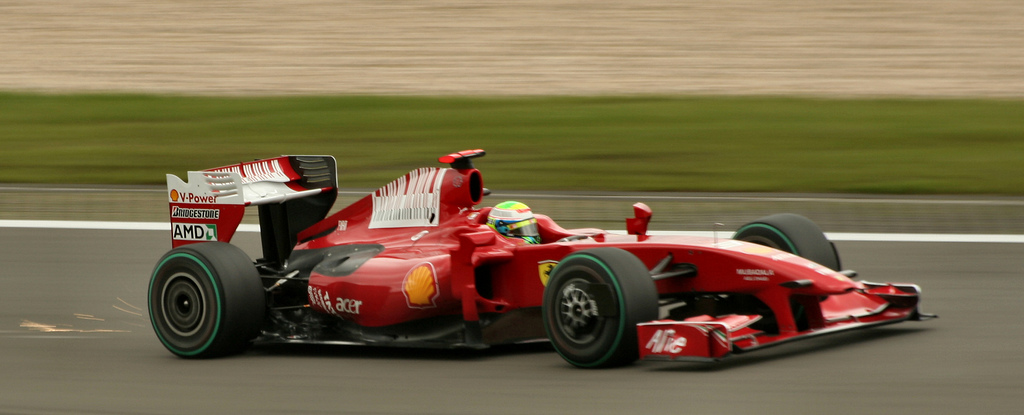
Felipe Massa wurde Dritter in der Eifel

In der 35. Runde war das Rennen für Räikkönen beendet. Der Ferrari-Pilot gab mit Motor-Problemen an der Box auf. Bei den abschließenden Boxenstopps gab es mehrere Führungswechsel. Als erstes stoppte Webber, der die Führung an Vettel abgab. Der Deutsche musste als nächster an die Box und Massa übernahm die Führung. Nachdem auch der Brasilianer an der Box gewesen war, übernahm Webber wieder die Führung des Rennens. Während die Red Bull-Renault-Piloten einem Doppelsieg entgegen fuhren, mussten die Brawn-Mercedes-Fahrer ihrer Reifen während des Rennens auf Temperatur bringen und fuhren daher Schlangenlinien.

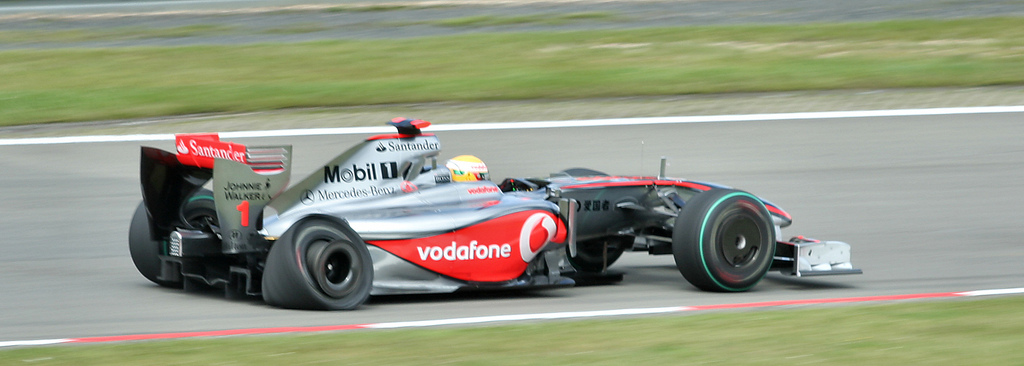
Lewis Hamilton mit Reifenschaden nach einem Kontakt mit Mark Webber

Am Ende gewann Webber vor seinem Teamkollegen Vettel das Rennen. Es war der erste Sieg des Australiers in dessen 130. Grand Prix. Zusammen mit den Red Bull-Piloten stand Massa zum ersten Mal in dieser Saison auf dem Podium. Die weiteren Punkte gingen an Rosberg, Button, Barrichello, Alonso und Kovalainen.
In der Fahrerwertung übernahm Vettel die zweite Position mit 21 Punkten Rückstand auf Button, neuer Dritter war Webber. In der Konstrukteurswertung blieben die ersten drei Positionen unverändert.

## Meldeliste
| Team                      | Nr. | Fahrer               | Chassis           | Motor                | Reifen |
| ------------------------- | --- | -------------------- | ----------------- | -------------------- | ------ |
| Vodafone McLaren Mercedes | 01  | Lewis Hamilton       | McLaren MP4-24    | Mercedes-Benz 2.4 V8 | B      |
| Vodafone McLaren Mercedes | 02  | Heikki Kovalainen    | McLaren MP4-24    | Mercedes-Benz 2.4 V8 | B      |
| Scuderia Ferrari Marlboro | 03  | Felipe Massa         | Ferrari F60       | Ferrari 2.4 V8       | B      |
| Scuderia Ferrari Marlboro | 04  | Kimi Räikkönen       | Ferrari F60       | Ferrari 2.4 V8       | B      |
| BMW Sauber F1 Team        | 05  | Robert Kubica        | BMW Sauber F1.09  | BMW 2.4 V8           | B      |
| BMW Sauber F1 Team        | 06  | Nick Heidfeld        | BMW Sauber F1.09  | BMW 2.4 V8           | B      |
| ING Renault F1 Team       | 07  | Fernando Alonso      | Renault R29       | Renault 2.4 V8       | B      |
| ING Renault F1 Team       | 08  | Nelson Piquet jr.    | Renault R29       | Renault 2.4 V8       | B      |
| Panasonic Toyota Racing   | 09  | Jarno Trulli         | Toyota TF109      | Toyota 2.4 V8        | B      |
| Panasonic Toyota Racing   | 10  | Timo Glock           | Toyota TF109      | Toyota 2.4 V8        | B      |
| Scuderia Toro Rosso       | 11  | Sébastien Bourdais   | Toro Rosso STR4   | Ferrari 2.4 V8       | B      |
| Scuderia Toro Rosso       | 12  | Sébastien Buemi      | Toro Rosso STR4   | Ferrari 2.4 V8       | B      |
| Red Bull Racing           | 14  | Mark Webber          | Red Bull RB5      | Renault 2.4 V8       | B      |
| Red Bull Racing           | 15  | Sebastian Vettel     | Red Bull RB5      | Renault 2.4 V8       | B      |
| AT&T Williams             | 16  | Nico Rosberg         | Williams FW31     | Toyota 2.4 V8        | B      |
| AT&T Williams             | 17  | Kazuki Nakajima      | Williams FW31     | Toyota 2.4 V8        | B      |
| Force India F1 Team       | 20  | Adrian Sutil         | Force India VJM02 | Mercedes-Benz 2.4 V8 | B      |
| Force India F1 Team       | 21  | Giancarlo Fisichella | Force India VJM02 | Mercedes-Benz 2.4 V8 | B      |
| Brawn GP Formula 1 Team   | 22  | Jenson Button        | Brawn BGP 001     | Mercedes-Benz 2.4 V8 | B      |
| Brawn GP Formula 1 Team   | 23  | Rubens Barrichello   | Brawn BGP 001     | Mercedes-Benz 2.4 V8 | B      |

Anmerkungen
1. ↑  Die Startnummern 18 und 19 wurden wegen des Rückzugs des Honda-Teams nicht vergeben. Das Nachfolgeteam Brawn GP bekam als Neuling traditionell die letzten Startnummern, das Team Force India rückte aus Marketinggründen nicht auf.

## Klassifikationen

### Qualifying
| Pos. | Fahrer               | Konstrukteur         | Q1       | Q2       | Q3       | Start |
| ---- | -------------------- | -------------------- | -------- | -------- | -------- | ----- |
| 01   | Mark Webber          | Red Bull-Renault     | 1:31,257 | 1:38,038 | 1:32,230 | 01    |
| 02   | Rubens Barrichello   | Brawn-Mercedes       | 1:31,482 | 1:34,455 | 1:32,357 | 02    |
| 03   | Jenson Button        | Brawn-Mercedes       | 1:31,568 | 1:39,032 | 1:32,473 | 03    |
| 04   | Sebastian Vettel     | Red Bull-Renault     | 1:31,430 | 1:39,504 | 1:32,480 | 04    |
| 05   | Lewis Hamilton       | McLaren-Mercedes (K) | 1:31,473 | 1:39,149 | 1:32,616 | 05    |
| 06   | Heikki Kovalainen    | McLaren-Mercedes (K) | 1:31,881 | 1:40,826 | 1:33,859 | 06    |
| 07   | Adrian Sutil         | Force India-Mercedes | 1:32,015 | 1:36,740 | 1:34,316 | 07    |
| 08   | Felipe Massa         | Ferrari (K)          | 1:31,600 | 1:41,708 | 1:34,574 | 08    |
| 09   | Kimi Räikkönen       | Ferrari (K)          | 1:31,869 | 1:41,730 | 1:34,710 | 09    |
| 10   | Nelson Piquet jr.    | Renault              | 1:32,128 | 1:35,737 | 1:34,803 | 10    |
| 11   | Nick Heidfeld        | BMW Sauber           | 1:31,771 | 1:42,310 | –        | 11    |
| 12   | Fernando Alonso      | Renault              | 1:31,302 | 1:42,318 | –        | 12    |
| 13   | Kazuki Nakajima      | Williams-Toyota      | 1:31,884 | 1:42,500 | –        | 13    |
| 14   | Jarno Trulli         | Toyota               | 1:31,760 | 1:42,771 | –        | 14    |
| 15   | Nico Rosberg         | Williams-Toyota      | 1:31,598 | 1:42,859 | –        | 15    |
| 16   | Robert Kubica        | BMW Sauber           | 1:32,190 | –        | –        | 16    |
| 17   | Sébastien Buemi      | Toro Rosso-Ferrari   | 1:32,251 | –        | –        | 17    |
| 18   | Giancarlo Fisichella | Force India-Mercedes | 1:32,402 | –        | –        | 18    |
| 19   | Timo Glock           | Toyota               | 1:32,423 | –        | –        | Box   |
| 20   | Sébastien Bourdais   | Toro Rosso-Ferrari   | 1:33,559 | –        | –        | 19    |

Anmerkungen
(K) = Rennwagen mit KERS
1. ↑  Timo Glock wurde wegen einer Behinderung Fernando Alonsos in Q1 um drei Startplätze von 19 auf 20 strafversetzt, startete jedoch aus der Boxengasse.

### Rennen
| Pos. | Fahrer               | Konstrukteur         | Runden | Stopps | Zeit        | Start | Schnellste Runde |
| ---- | -------------------- | -------------------- | ------ | ------ | ----------- | ----- | ---------------- |
| 01   | Mark Webber          | Red Bull-Renault     | 60     | 3      | 1:36:43,310 | 01    | 1:34,003 (37.)   |
| 02   | Sebastian Vettel     | Red Bull-Renault     | 60     | 2      | + 9,252     | 04    | 1:34,089 (42.)   |
| 03   | Felipe Massa         | Ferrari (K)          | 60     | 2      | + 15,906    | 08    | 1:34,458 (53.)   |
| 04   | Nico Rosberg         | Williams-Toyota      | 60     | 2      | + 21,099    | 15    | 1:34,403 (50.)   |
| 05   | Jenson Button        | Brawn-Mercedes       | 60     | 3      | + 23,609    | 03    | 1:34,252 (53.)   |
| 06   | Rubens Barrichello   | Brawn-Mercedes       | 60     | 3      | + 24,468    | 02    | 1:34,676 (54.)   |
| 07   | Fernando Alonso      | Renault              | 60     | 2      | + 24,888    | 12    | 1:33,365 (49.)   |
| 08   | Heikki Kovalainen    | McLaren-Mercedes (K) | 60     | 2      | + 58,692    | 06    | 1:35,524 (59.)   |
| 09   | Timo Glock           | Toyota               | 60     | 1      | + 1:01,457  | Box   | 1:35,369 (40.)   |
| 10   | Nick Heidfeld        | BMW Sauber           | 60     | 2      | + 1:01,925  | 11    | 1:34,559 (42.)   |
| 11   | Giancarlo Fisichella | Force India-Mercedes | 60     | 2      | + 1:02,327  | 18    | 1:35,301 (54.)   |
| 12   | Kazuki Nakajima      | Williams-Toyota      | 60     | 2      | + 1:02,876  | 13    | 1:34,238 (49.)   |
| 13   | Nelson Piquet jr.    | Renault              | 60     | 2      | + 1:08,328  | 10    | 1:34,876 (46.)   |
| 14   | Robert Kubica        | BMW Sauber           | 60     | 2      | + 1:09,555  | 16    | 1:34,537 (47.)   |
| 15   | Adrian Sutil         | Force India-Mercedes | 60     | 3      | + 1:11,941  | 07    | 1:35,366 (43.)   |
| 16   | Sébastien Buemi      | Toro Rosso-Ferrari   | 60     | 2      | + 1:30,225  | 17    | 1:36,279 (24.)   |
| 17   | Jarno Trulli         | Toyota               | 60     | 3      | + 1:30,970  | 14    | 1:33,654 (52.)   |
| 18   | Lewis Hamilton       | McLaren-Mercedes (K) | 59     | 2      | + 1 Runde   | 05    | 1:35,367 (46.)   |
| –    | Kimi Räikkönen       | Ferrari (K)          | 34     | 1      | DNF         | 09    | 1:36,080 (04.)   |
| –    | Sébastien Bourdais   | Toro Rosso-Ferrari   | 18     | 0      | DNF         | 19    | 1:37,498 (10.)   |

Anmerkungen
(K) = Rennwagen mit KERS

## WM-Stände nach dem Rennen
Die ersten acht des Rennens bekamen 10, 8, 6, 5, 4, 3, 2 bzw. 1 Punkt(e).

### Fahrerwertung
| Pos. | Fahrer             | Konstrukteur     | Punkte |
| ---- | ------------------ | ---------------- | ------ |
| 01   | Jenson Button      | Brawn-Mercedes   | 68,0   |
| 02   | Sebastian Vettel   | Red Bull-Renault | 47,0   |
| 03   | Mark Webber        | Red Bull-Renault | 45,5   |
| 04   | Rubens Barrichello | Brawn-Mercedes   | 44,0   |
| 05   | Felipe Massa       | Ferrari          | 22,0   |
| 06   | Jarno Trulli       | Toyota           | 21,5   |
| 07   | Nico Rosberg       | Williams-Toyota  | 20,5   |
| 08   | Timo Glock         | Toyota           | 13,0   |
| 09   | Fernando Alonso    | Renault          | 13,0   |
| 10   | Kimi Räikkönen     | Ferrari          | 10,0   |

| Pos. | Fahrer               | Konstrukteur         | Punkte |
| ---- | -------------------- | -------------------- | ------ |
| 11   | Lewis Hamilton       | McLaren-Mercedes     | 9,0    |
| 12   | Nick Heidfeld        | BMW Sauber           | 6,0    |
| 13   | Heikki Kovalainen    | McLaren-Mercedes     | 5,0    |
| 14   | Sébastien Buemi      | Toro Rosso-Ferrari   | 3,0    |
| 15   | Robert Kubica        | BMW Sauber           | 2,0    |
| 16   | Sébastien Bourdais   | Toro Rosso-Ferrari   | 2,0    |
| 17   | Giancarlo Fisichella | Force India-Mercedes | 0,0    |
| 18   | Adrian Sutil         | Force India-Mercedes | 0,0    |
| 19   | Nelson Piquet jr.    | Renault              | 0,0    |
| 20   | Kazuki Nakajima      | Williams-Toyota      | 0,0    |

### Konstrukteurswertung
| Pos. | Konstrukteur     | Punkte |
| ---- | ---------------- | ------ |
| 01   | Brawn-Mercedes   | 112,0  |
| 02   | Red Bull-Renault | 92,5   |
| 03   | Toyota           | 34,5   |
| 04   | Ferrari          | 32,0   |
| 05   | Williams-Toyota  | 20,5   |

| Pos. | Konstrukteur         | Punkte |
| ---- | -------------------- | ------ |
| 06   | McLaren-Mercedes     | 14,0   |
| 07   | Renault              | 13,0   |
| 08   | BMW Sauber           | 8,0    |
| 09   | Toro Rosso-Ferrari   | 5,0    |
| 10   | Force India-Mercedes | 0,0    |